# Gulhuvad bulbyl
Gulhuvad bulbyl (Pycnonotus xantholaemus) är en tätting i familjen bulbyler som enbart förekommer i södra Indien.

## Utseende och läte
Gulhuvad bulbyl är en 20 centimeter lång, rätt enfärgad olivgrå bulbyl. Den har gult på strupen, undre stjärttäckarna och stjärtspetsen. Huvudet är ostreckat och har grått på bröst och buk. Liknande indisk bulbyl (Pycnonotus luteolus) har ett blekt ögonbrynsstreck samt saknar gult på strupe och stjärtspets. Lätena består av ett explosivt pladder och mer nasala och mjuka toner.

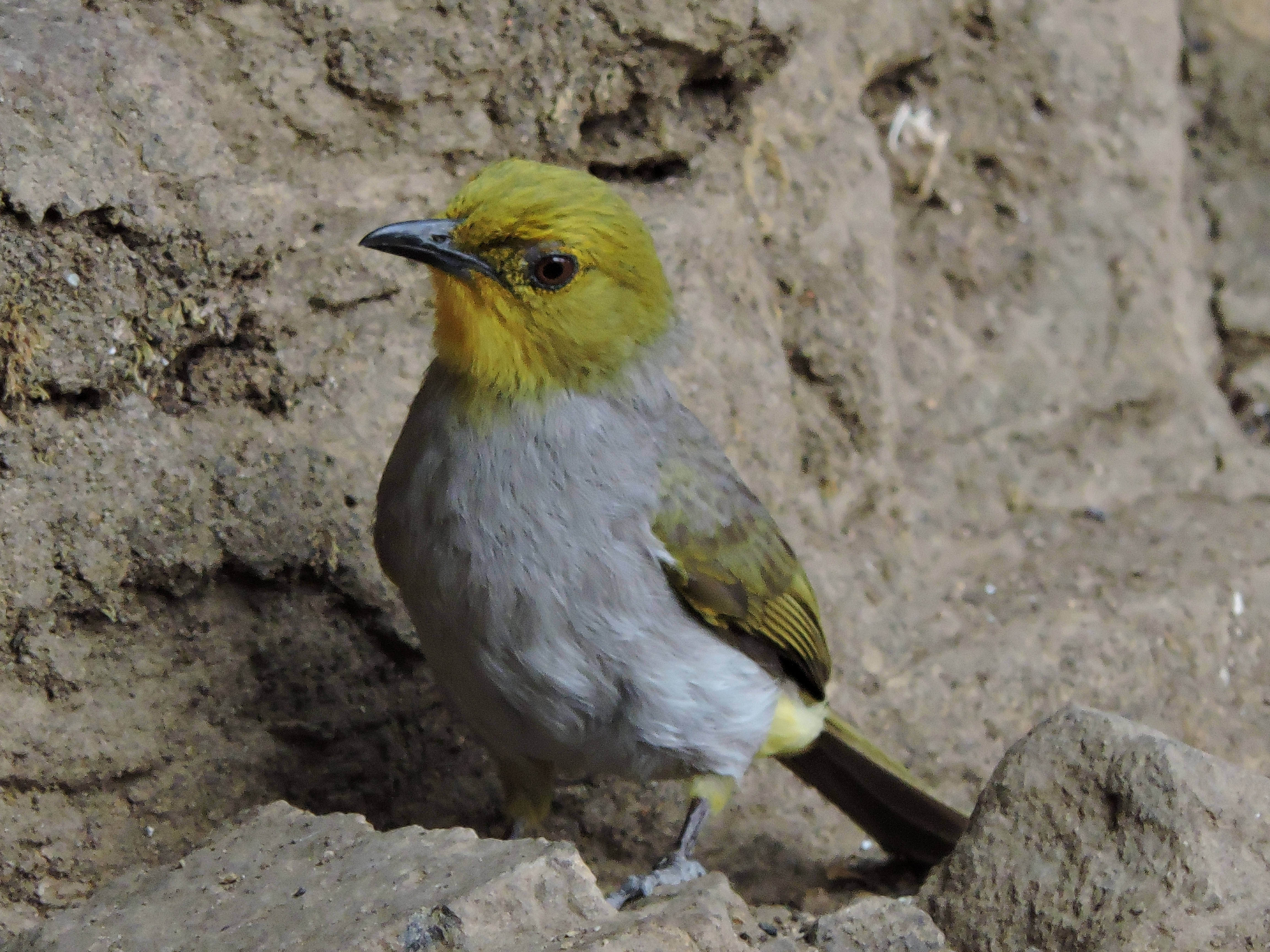

## Utbredning och systematik
Fågeln förekommer i södra Indien, på södra Deccan i östra Karnataka, södra Andhra Pradesh och norra Tamil Nadu. Den behandlas som monotypisk, det vill säga att den inte delas in i några underarter.

## Levnadssätt
Gulhuvad bulbyl hittas oftast på klippiga, bevuxna sluttningar på mellan 600 och 1300 meters höjd. Födan består av bär men även insekter. Fågeln häckar mellan maj och juli. Arten är stannfågel.

## Status och hot
Arten har ett relativt stort utbredningsområde, men tros minska i antal, dock inte tillräckligt kraftigt för att den ska betraktas som hotad. Internationella naturvårdsunionen IUCN listar arten som livskraftig (LC).